# Mickuny (gmina w województwie wileńskim)
Mickuny – dawna gmina wiejska istniejąca do 1939 na obszarze Ziemi Wileńskiej/woj. wileńskiego (obecnie na Litwie); siedzibą gminy była wieś Mickuny.
Początkowo gmina należała do powiatu wileńskiego w guberni wileńskiej. 7 czerwca 1919 weszła w skład utworzonego pod Zarządem Cywilnym Ziem Wschodnich okręgu wileńskiego, przejętego 9 września 1920 przez Tymczasowy Zarząd Terenów Przyfrontowych i Etapowych. W związku z powstaniem Litwy Środkowej 9 października 1920 gmina wraz z główną częścią powiatu wileńskiego znalazła się w jej strukturach. 13 kwietnia 1922 roku gmina weszła w skład objętej władzą polską Ziemi Wileńskiej (powiat wileński połączono z powiatem trockim w nowy powiat wileńsko-trocki), przekształconej 20 stycznia 1926 roku w województwo wileńskie.
20 października 1933 roku z gminy wyłączono 5 wsi: Jabłonówka, Wierzby Polskie, Poręby Górańskie, Żwirble Dolne i Żwirble Górne, które przyłączono do miasta Nowa Wilejka. Po wojnie obszar gminy Mickuny wszedł w struktury administracyjne Związku Radzieckiego.